# Succinomus duomammillae
Espèce
Succinomus duomammillae est une espèce fossile d'araignées aranéomorphes de la famille des Succinomidae.

## Distribution
Cette espèce a été découverte dans de l'ambre de la mer Baltique. Elle date du Paléogène.

## Publication originale
- (en) Wunderlich, 2008 : On extant and fossil members of the RTA-clade in Eocene European ambers of the families Borboropactidae, Corinnidae, Selenopidae, Sparassidae, Trochanteriidae, Zoridae s. l., and of the superfamily Lycosoidea. Beiträge zur Araneologie, vol. 5, p. 470–523.